# موتور عشايري مراد سلطاني (أرزوئية)
موتور عشایري مراد سلطاني (بالإنجليزية: Mowtowr-e Ashayiri Morad Soltani)‏ هي منطقة سكنية تقع في إيران في Arzuiyeh Rural District. يقدر عدد سكانها بـ 25 نسمة .